# Sorben

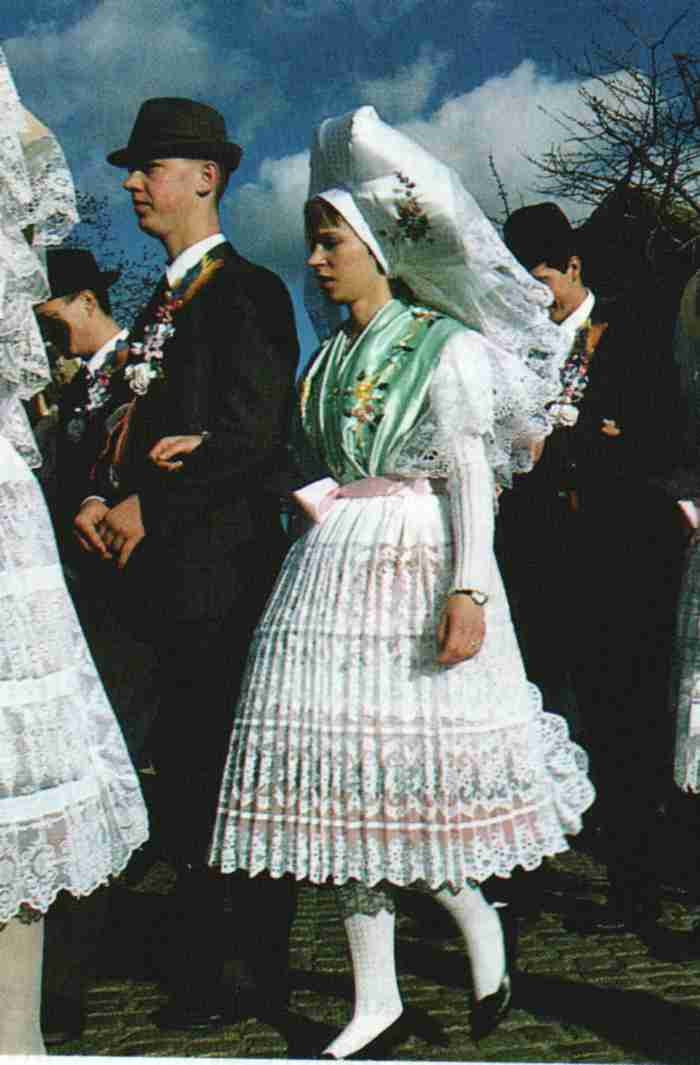
Sorbische klederdracht

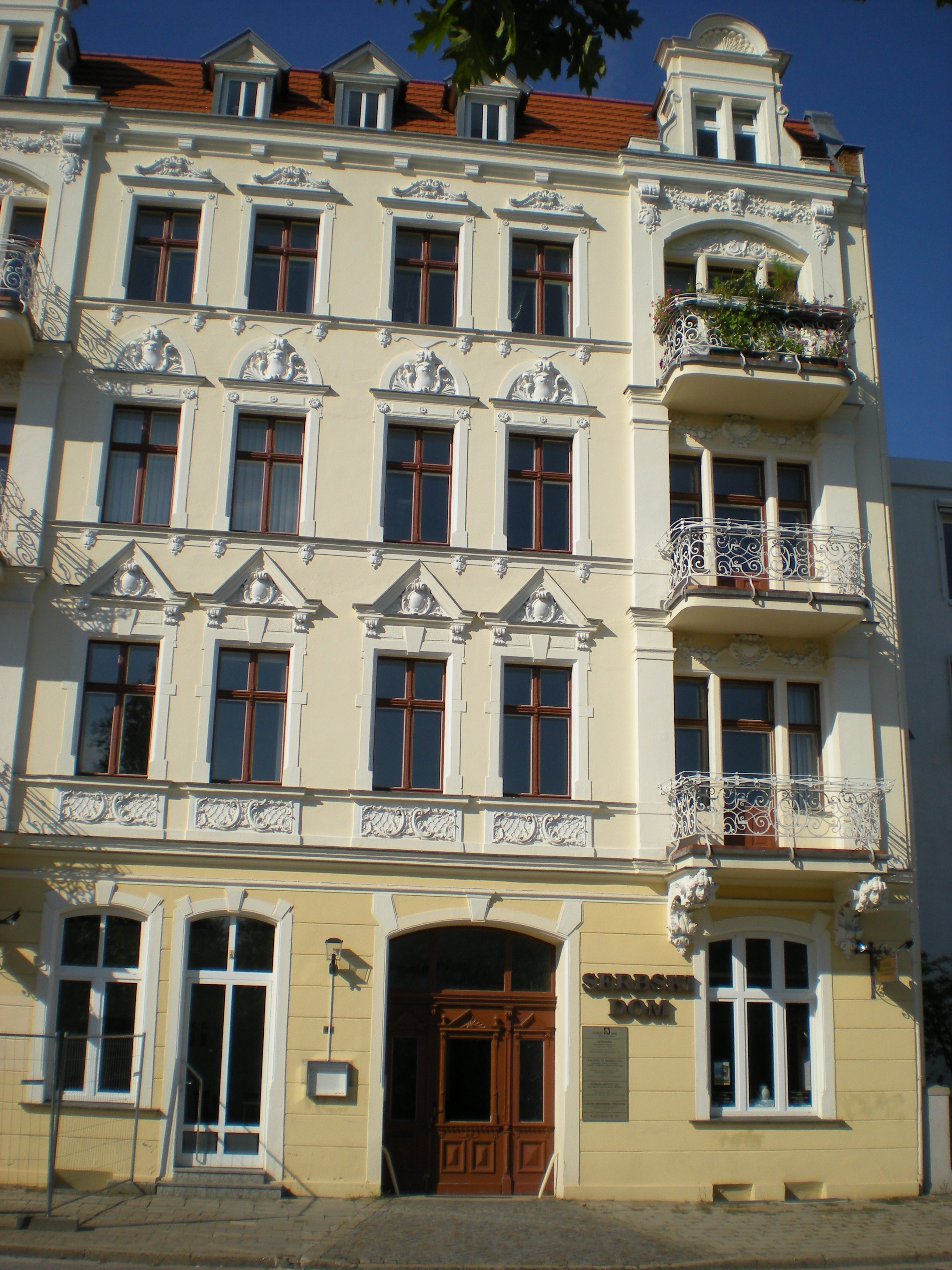
Wendisches Haus (Serbski Dom) in Cottbus

De Sorben vormen een West-Slavische minderheidsgroep die volgens culturele definities maximaal 40.000 en volgens taalkundige definitie minimaal 10.000, maar misschien nog wel 20.000 sprekers telt in het oosten van Duitsland, in de deelstaten Saksen en Brandenburg. Ze leven in een gebied, de zogeheten Lausitz, tussen Berlijn en Dresden met oorspronkelijk een omvang van hemelsbreed 100 bij 50 kilometer. Zij spreken hun eigen Slavische taal, het Sorbisch, die twee varianten kent: het Oppersorbisch en het Nedersorbisch. De Sorbischtaligen spreken zowel Sorbisch als Duits. Hun taal is verwant aan het Tsjechisch en het Pools.

## Geschiedenis
Nadat de gebieden ten oosten van de Elbe en Saale in de 10de en de 11de eeuw deel van het Duitse Rijk waren geworden, werden ze, vooral in de 12de en 13de eeuw, door immigranten uit het westen gekoloniseerd (zie Oostkolonisatie) en gingen de oorspronkelijke Slavische stammen op in een nieuwe Duitstalige bevolking. Voor de 16de eeuw was dit assimilatieproces vrijwel overal afgesloten, met uitzondering van de Lausitz. Daar woonde compact de stam van de Sorben en in hun dichtbevolkte gebied bleef de kolonisatie beperkt tot de steden. Na de lutherse hervorming werd het geestelijk leven hier in de eigen taal verzorgd.
In de 19de eeuw zou het van overheidswege georganiseerde en verplichte onderwijs daar verandering in teweegbrengen, en bij de toenemende tweetaligheid waren het openbaar bestuur en de rechtspraak ook steeds minder genoodzaakt van het Sorbisch gebruik te maken. In het toenemend Duitse nationalisme kon geen loyale plaats meer zijn voor een niet-Duitssprekende bevolking en dat gold zowel de Sorben als de Polen in de oostelijke provincies van het Duitse Rijk. Kerk en staatsonderwijs boden de eigen taal steeds minder ruimte. Het aantal Sorbischtaligen nam dientengevolge af van ca. 200.000 in 1800 tot 100.000 rond 1900 en dat was in relatieve zin van 80% tot 20% van het aantal inwoners van het oorspronkelijke Sorbische taalgebied. Alleen in de Opper-Lausitz even benoorden de stad Bautzen (Budyšin) bleef een kleiner wordend compact Sorbisch taalgebied bestaan. De taalassimilatie vond in de Nederlausitz, dat tot Pruisen behoorde en waar Nedersorbisch werd gesproken, sneller plaats dan in de Opperlausitz, die tot het tolerantere Saksen behoorde en waar Oppersorbisch werd gesproken. 
De volkstellingscijfers zijn overigens onbetrouwbare indicaties voor de omvang van de Sorben omdat veel tweetalige Sorbischtaligen het, onder druk van de heersende nationale gezindheid, na 1870 gepast vonden om zich als Duitstalig op te geven. Toen werd ook de naam Bautzen officieel in plaats van Budissyn. De Sorbische identiteit kwam nog meer onder politieke verdenking te staan na 1919, nadat de nieuwe Tsjechoslowaakse republiek tijdens de vredesbesprekingen aanspraak had gedaan op het Sorbische ‘stamverwante’ gebied en het Sorbisch daarmee een odium van staatsgevaar kreeg. In de tijd van het nationaalsocialisme werd het spreken van Sorbisch in het openbaar verboden en kwam een verbod op de ca. 50-tal culturele verenigingen. Na 1945 werden die verenigingen onder de paraplu van de communistische eenheidspartij SED en een Sorbische uitgeverij heropgericht. Het Sorbisch werd als leervak in ca. 140 scholen verplicht gesteld. Overigens waren dat er 20 jaar later nog maar 50, toen de verplichting verviel en de ouders zelf mochten bepalen of hun kinderen eraan deel zouden nemen. Twee op de drie hadden daar kennelijk geen behoefte aan. Hoe dan ook, door met een verplichting radicaal afstand te nemen van het Duitse nationale verleden wilde de nieuwe DDR haar welwillendheid betonen tegenover haar Oostblok-buren Polen en Tsjecho-Slowakije.
Vermoedelijk waren er in 1945 nog zo’n 40.000 Sorbischtaligen, dat wil zeggen tweetaligen waaronder het assimilatieproces overigens ondanks alle overheidsinspanningen onverminderd doorging, niet het minst door de toename van Sorbisch-Duitse huwelijken en omdat het lokale Sorbischtalige gemeenschapsleven letterlijk werd ondergraven door de grootschalige bruinkoolwinning waarin tientallen dorpen werden opgeheven en afgebroken, en hun Sorbische bevolking naar de Duitstalige industrieconcentraties, zoals Eisenhüttenstadt en Hoyerswerda moest verhuizen. 

## Na 1990
In 1990 werden de Sorbische organisaties als publieke, dat wil zeggen SED-gerelateerde, organen opgeheven maar privaatrechtelijk heropgericht en ook gesubsidieerd. Naar schatting waren er toen nog 20.000 Sorbischtaligen. Vermoedelijk is het aantal daarna opnieuw gehalveerd. Op hooguit een tiental scholen wensen de ouders nog Sorbisch taalonderricht voor hun kinderen. In het Sorbische culturele leven is het accent verschoven van taal naar folklore. De harde kern van de taalgroep vormen nu een handvol rooms-katholieke dorpen, die hun eigen identiteit eeuwenlang tegenover de lutherse omgeving cultiveerden en dat na 1990 opnieuw konden en wilden vormgeven. Enkele duizenden Sorbischtaligen nemen deel aan onderwijs en zijn geabonneerd of lezen in hun taal tijdschriften en boeken. Veel meer noemen zich in regionaal-culturele zin Sorb zonder aan een eigen taalgemeenschap deel te nemen en vaak ook zonder actieve Sorbische taalbeheersing. Dit getalsmatig geringe draagvlak heeft ertoe geleid dat de subsidiëring van Sorbische instellingen na 1990 navenant weer is beperkt. De tot enkele tienduizenden opgevoerde aantallen sprekers van het Sorbisch bleken niet met de werkelijkheid overeen te komen en daarmee werd niet meer aan de subsidievoorwaarden voldaan. De afstand tussen tussen taalminderheid en folkloreminderheid is groot geworden. De tweetalige plaatsnaamborden worden als symboliek onverkort gehandhaafd, ongeacht of de bevolking ter plaatse nog Sorbisch spreekt. Vitaal is de taalgemeenschap alleen nog in een groep rooms-katholieke dorpen rondom Radibor en Panschwitz. die zich vanouds afgescheiden hielden van de lutherse omgeving en waarvoor de dorpsgeestelijkheid sinds de 18de eeuw zijn opleiding ontving in het Wendisch seminarium in Praag. De Habsburgse monarchie nam daarmee de rol van beschermheer op zich van het klooster Marienstern en van het dorpsschoolwezen in deze katholieke enclave.
De Sorben werden vroeger ook, net als alle andere Slavische volkeren, Wenden genoemd. Hun taal (Sorbisch) Wendisch. In tekstboeken over de Middeleeuwen komt deze naam terug als 'Wendische steden'. Dit zijn dan echter die steden van de Hanze die aan de Oostzee liggen. De vorsten van Mecklenburg-Strelitz en Mecklenburg-Schwerin beroemden zich op hun oeradelijke afstamming van de stamhoofden der slavische Wenden, uit de tijd dat hun geslachten de Duitse keizer nog niet als hun leenheer hoefden te erkennen. Daarom was er ook een Wendenkroon en een Huisorde van de Wendische Kroon. De naam Wenden werd in de tijd van het Duitse nationalisme in toenemende als een diskwalificatie, namelijk achterlijkheid, gebruikt. Zij komt nog steeds als etnografische bepaling voor in tientallen plaatsnamen en streekbenamingen: bv. Wendischbaselitz in de Lausitz en Wendland in Nedersaksen.

## Beroemde Sorben
Het betreft hier nationaal bewuste Sorben die hun officiële Duitse naam een Sorbische vertaling gaven. Omdat zij niet steeds die Sorbische naam gebruikten, soms alleen maar en soms in het geheel niet, staan tussen haken de officiële Duitse namen.
- Jakub Bart-Ćišinski (Jacob Barth)
- Jurij Brězan (Georg Bresan)
- Jurij Chěžka
- Róža Domašcyna
- Jurij Koch (Georg Koch)
- Mato Kosyk
- Marja Krawcec
- Kito Lorenc (Christoph Lorenz)
- Jakub Lorenc-Zalěski (Jacob Lorenz)
- Mina Witkojc (Wilhelmine Wittkau)
- Handrij Zejler (Andreas Seiler)